# منتخب الصين تحت 18 سنة لهوكي الجليد للسيدات
منتخب الصين تحت 18 سنة لهوكي الجليد للسيدات هو ممثل الصين الرسمي في المنافسات الدولية في هوكي الجليد في فئة هوكي الجليد للسيدات ‏ تحت 18 سنة.

## طالع أيضًا
- منتخب الصين تحت 18 سنة لهوكي الجليد للرجال